# Sevilla de Oro (kanton)
Sevilla de Oro – kanton w Ekwadorze, w prowincji Azuay. Stolicą kantonu jest Sevilla de Oro.